# Robert Seligman
Robert Seligman (Osijek, Yugoslavia, 1 de mayo de 1986) es un deportista croata que compite en gimnasia artística, especialista en la prueba de caballo con arcos. Ganó dos medallas en el Campeonato Europeo de Gimnasia Artística, plata en 2018 y bronce en 2008.

## Palmarés internacional
| Campeonato Europeo | Campeonato Europeo    | Campeonato Europeo | Campeonato Europeo |
| Año                | Lugar                 | Medalla            | Prueba             |
| ------------------ | --------------------- | ------------------ | ------------------ |
| 2008               | Lausana (Suiza)       | Medalla de bronce  | Caballo con arcos  |
| 2018               | Glasgow (Reino Unido) | Medalla de plata   | Caballo con arcos  |